# Karl-Heinz Koberstein
Karl-Heinz Koberstein (* 21. Dezember 1956 in Stiefenhofen) ist ein ehemaliger deutscher Fußballspieler.

## Werdegang
Der Abwehrspieler Karl-Heinz Koberstein wuchs im Allgäu auf und zog mit seiner Familie zunächst in die Pfalz und später im Alter von 15 Jahren nach Berlin. Er begann seine Karriere als Stürmer beim VfB Neukölln in der Oberliga Berlin. Im Sommer 1979 wechselte er zum Zweitligisten SC Herford, nachdem er zuvor ein Probetraining bei Preußen Münster absolvierte. Dass sich Koberstein für Herford entschied, lag daran, dass die Stadt am nächsten an Berlin lag. Er feierte sein Zweitligadebüt am 19. Oktober 1979 bei der 2:3-Niederlage der Herforder bei der SG Union Solingen. In der ersten Saison fiel Koberstein lange wegen einer Knieverletzung aus. Erst als Trainer Günter Luttrop durch Horst Witzler abgelöst wurde, wurde Koberstein Stammspieler. Zwei Jahre später verpasste Koberstein mit seiner Mannschaft die Qualifikation für die eingleisige 2. Bundesliga. Für die Herforder absolvierte er 36 Zweitligaspiele und erzielte dabei ein Tor. Der Treffer gelang ihm am 13. September 1980 zum 3:0-Endstand im Spiel gegen den OSV Hannover. Später spielte Koberstein noch für den FC Gütersloh und den FC Bad Oeynhausen in der Landesliga. Wegen eines Bandscheibenvorfalls musste er im Jahre 1988 seine Karriere beenden.
Nach seiner Spielerkarriere wurde Karl-Heinz Koberstein von 1988 bis 1990 Trainer beim TuS Bad Oeynhausen in der Kreisliga A. Danach übernahm er drei Jahre lang den Landesligisten Arminia Vlotho und von 1993 bis 1995 den Bezirksligisten SV Enger-Westerenger. Anschließend wurde er Jugendtrainer beim VfL Mennighüffen und übernahm Ende der 1990er Jahre für ein halbes Jahr die erste Mannschaft. Von 2000 bis 2002 war Koberstein DFB-Stützpunkttrainer in Herford. Anschließend trainierte er bis 2008 die U-15 bzw. U-17 von Arminia Bielefeld. Zuletzt war er von 2008 bis 2013 Jugendleiter beim SC Wiedenbrück. Karl-Heinz Koberstein arbeitete als Verwaltungsfachangestellter bei der Volkshochschule Herford. Er ist verheiratet und hat zwei Kinder.